# Петдесет и девети конгрес на Македонската патриотична организация
Петдесет и деветият конгрес на Македонските патриотични организации (МПО) се провежда от 31 август до 1 септември 1980 година в Детройт, Мичиган, САЩ. Конгресът се провежда отново с девиз „За свободна и независима Македония – Швейцария на Балканите“. Участват 38 делегати от 17 секции на МПО, които избират ръководство в състав Аспарух Пописаков (председател), Борис Паргов и Васил Шамандуров (подпредседатели), Клем Николов (секретар) и други. На конгреса се обсъждат опитите на югославските тайни служби да инфилтрират организацията и се вземат решение за запазване на българщината сред македоно-българската емиграция в САЩ и Канада. Разкритикувана е БПЦ заради мълчанието ѝ относно незачитането на гражданските и човешките права на българите в Южна Македония.